# Pikkjärv, Võrumaa
Pikkjärv är en sjö i Estland.   Den ligger i landskapet Võrumaa, i den sydöstra delen av landet, 220 km sydost om huvudstaden Tallinn. Pikkjärv ligger 78 meter över havet. Omgivningarna runt Pikkjärv är en mosaik av jordbruksmark och naturlig växtlighet.